# Кажгалеев, Муртас Муратович
Муртас Муратович Кажгалеев  (каз. Мұртас Мұратұлы Қажығалиев; род. 17 ноября 1973, Уральск, Казахская ССР, СССР) — казахстанский шахматист, гроссмейстер (1998). Периодически тренирует сильнейших шахматисток Казахстана Динару Садуакасову и Гулисхан Нахбаеву. Трёхкратный чемпион Казахстана по шахматам среди мужчин (2015, 2018, 2020).
Родился в 1973 году в Уральске (Западно-Казахстанская область). С 2005 по 2010 гг. жил в Париже. С 2011 года проживает в Ташкенте. С 2015 года выступал на соревнованиях за ЮКО.

## Достижения
Чемпион Азии со сборной Казахстана 1993 года в Куала-Лумпуре (Малайзия).
Серебряный призёр командного чемпионата мира среди студентов (1997, Аргентина).
В составе национальной сборной участник 7 шахматных Олимпиад (1996—2000, 2008—2012, 2016).
Чемпион Летних Азиатских игр 2006 года по быстрым шахматам (рапид) в Дохе (Катар).
Победитель Открытого Первенства Парижа 2006 и 2009 годов и открытого первенства Франции по блицу 2009 года. В составе команды «Канны» — призёр чемпионата Франции 2007 года.
На Вторых Азиатских Играх в закрытых помещениях 2007 года в Макао Кажгалеев завоевал две серебряные медали: в индивидуальном турнире мужчин (классика и рапид).
На Третьих Азиатских Играх в закрытых помещениях 2009 года (Ханой, Вьетнам) Муртас выиграл две бронзовые медали: лично и в командном блице.
В 2011 году поделил 2—5 места в турнире 13th Dubai Open Chess Championship, где играли 25 гроссмейстеров.
В декабре 2014 года вошёл в тройку победителей турнира Australasian Masters в Мельбурне (Австралия), а в январе 2015 года поделил 2—3 место на Australian Open Chess в Сиднее, привлёкшем 106 участников, включая 8 гроссмейстеров.
В 2014 году обратил внимание на чемпионат Казахстана и с ходу выиграл бронзу, на следующий год в Павлодаре впервые стал чемпионом Казахстана (2015), затем снова выиграл две бронзы (2016—2017), а в апреле 2018 года в Алматы повторно стал чемпионом республики. В декабре 2020 года одержал победу на чемпионате Казахстана по шахматам, став трёхкратным чемпионом страны.
В августе 2018 стал обладателем бронзовой медали на третьей доске в командном турнире по классике Кубка Азиатских наций в Хамадане (Иран).

## Хобби
В 2015 году пробежал Московский марафон (42 км 195 м — время 4 часа 4 минуты и 14 секунд, III разряд — закончить дистанцию).
Летом 2016 года Муртас перед чемпионатом Азии среди мужчин в Ташкенте с целью разрядки взошёл на гору Большой Чимган (Узбекистан) — 3309 м.
Кажгалеев иногда ведёт блогерскую и журналисткую деятельность на шахматные и около шахматные темы.

## Изменения рейтинга
| Графики недоступны из-за технических проблем. См. информацию на Фабрикаторе и на mediawiki.org. |